# Цилюриків
Цилюриків — село Остерського району, Чернігівської області.
Станом на 1946 рік належало до Кошанівської сільської ради (на той час позначалось як «хутір»), згодом до Старгородської сільської ради Остерського району. В червні 1961 року приєднане до села Кошани.
У довіднику «Українська РСР. Адміністративно-територіальний поділ на 1 вересня 1946 року» назва населеного пункту помилково вказана як «Церуліків».
Назва очевидно походить від прізвища Цилюрик, знаного на Остерщині козацького роду, представники якого, зокрема, значаться як меценати побудови кам'яного Воскресенського храму в Острі (сер. ХІХ ст.).